# Oude Kerk (Delft)
Oude Kerk (Stary Kościół), nazywany Oude Jan (Stary Jan) – kościół gotycki w holenderskim mieście Delft. Jego charakterystycznym elementem jest 75-metrowa ceglana wieża, która jest odchylona dwa metry od pionu.

## Historia kościoła
Oude Kerk ufundowano pod wezwaniem św. Bartłomieja w 1246 na miejscu poprzednich kościołów datujących się dwa stulecia wstecz. Kościół ma formę typowej bazyliki, z nawą główną flankowaną dwoma niższymi nawami bocznymi.

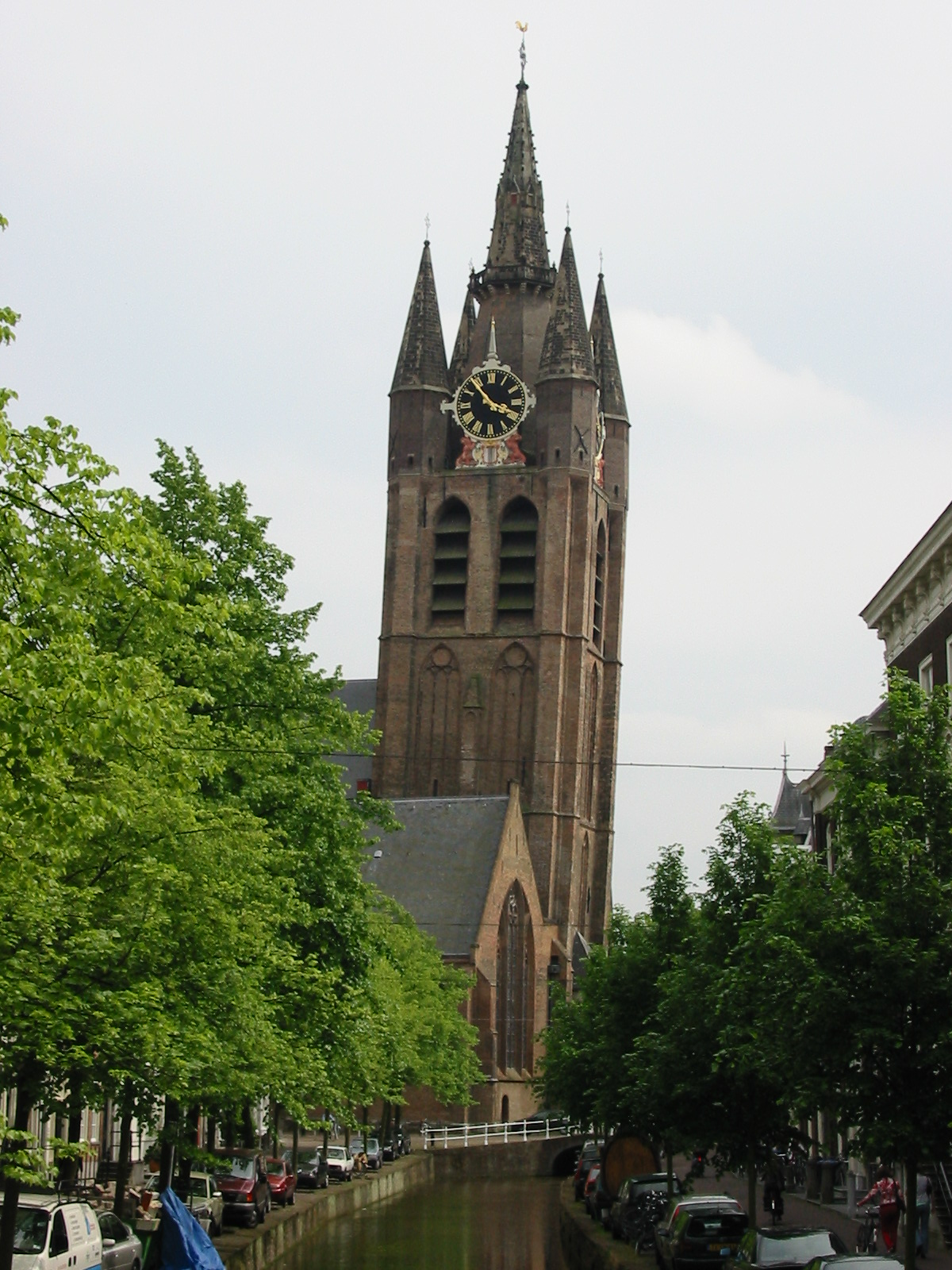
Pochyła wieża Oude Kerk

Wieża została dodana między 1325 a 1350 i dominowała nad pejzażem Delftu przez półtora stulecia, dopóki nie zbudowano wyższej wieży Nieuwe Kerk. Możliwe, iż aby uzyskać miejsce na budowę wieży Oude Kerk, przesunięto przylegający kanał, co spowodowało niestabilność podłoża i pochylenie wieży.
Do końca XIV w. rozbudowa naw bocznych przekształciła bryłę w typową dla kościoła halowego. Kościół odzyskał formę bazyliki wraz z podwyższeniem nawy środkowej w latach 1425-1440.
Pożar miasta z 1536, ikonoklazm, warunki atmosferyczne oraz wybuch magazynu prochu z 1654 przyczyniły się uszkodzeń kościoła, które były usuwane podczas wieloletnich prac renowacyjnych.

## Nagrobki
W Oude Kerk zostało pochowanych około 400 osób, m.in.:
- żeglarz Piet Hein (1629)
- pisarz Jan Stalpaert van der Wiele (1630)
- żeglarz Maarten Tromp (1653)
- lekarz/anatom Regnier de Graaf (1673)
- malarz Jan Vermeer (1675)
- malarz Hendrick Cornelisz van Vliet, który malował wnętrze kościoła (1675)
- polityk Anthonie Heinsius (1720)
- przyrodnik Antoni van Leeuwenhoek (1723)
- poeta Hubert Poot (1733)